# 阿尔伯里克·马尼亚尔
路西安·但尼·加布里埃尔·阿尔伯里克·马尼亚尔（法語：Lucien Denis Gabriel Albéric Magnard；法語發音：[lysjɛ̃ dəni ɡabʁijɛl albeʁik maɲaʁ]；1865年7月9日—1914年9月3日），法國作曲家。早年学习法律，后入巴黎音乐学院师从马斯内。结识丹第后深受影响，并从其学习。1896年在圣乐学院任教。1914年一战爆发。马尼亚尔为保护住宅，开枪打死入侵的德军，结果不幸被杀害。
马尼亚尔的创作风格受弗兰克和丹第影响较大，其作品常用循环主题写法，结构宏大复杂，多使用对位，音乐语言严肃崇高，被誉为“法国的布鲁克纳”。在生前他的作品不受欢迎，多为自费出版。现在他的许多作品，特别是四部交响曲已得到越来越多的上演机会。